# Paco Jamandreu
Francisco Vicente Jaumandreu (Mamaguita, 27 de agosto de 1919-Buenos Aires, 9 de marzo de 1995), más conocido como Paco Jamandreu, fue un diseñador de moda y actor argentino. Fue amigo personal de Eva Duarte de Perón y trabajó como vestuarista en varias películas de cine argentino.

## Biografía
Francisco Vicente Jaumandreu nació en Mamaguita, un caserío a unos 50 km o 10 leguas al sur de la ciudad de Veinticinco de Mayo, en el centro de la provincia de Buenos Aires, y a unos 230 km al suroeste de la ciudad de Buenos Aires).
Era hijo del Español Francesc Jaumandreu y de la criolla Herminia Gioia.
La suya había sido una familia de dinero venida a menos.
Desde niño sobresalió en dibujo.
«El paso de la niñez a la adolescencia fue feroz», escribió en sus memorias.
El joven Jamandreu era el mejor promedio de su curso, pero recibía poca aceptación entre sus compañeros de colegio.
Vivió «una adolescencia de soledad, de rechazo».
A los quince años le reveló su homosexualidad a su padre.
Era petiso y se encontraba continuamente aislado por los demás, que lo estigmatizaban con el grito recurrente: «Puto».

### Carrera
En 1938, a los 18 años, cuando terminó la escuela, Jamandreu viajó en tren a la capital porteña con una carpeta de diseños, con el sueño de triunfar entre vedettes, actrices, cineastas y productores de cine.
Vivió en varias pensiones miserables del centro de la ciudad de Buenos Aires.
Le tenía «miedo al grito de burla desde los autos».

En el comienzo de una vida a la que quería cobrarle, o a la que yo me creía con derecho a cobrarle todo.
Paco Jamandreu

Fue protegido por las coperas de los cabarés Tabarís, Chantecler y Marabú, fascinadas por sus vestidos.
Su vinculación con el director de cine Bayón Herrera le permitió acceder a las actrices Zully Moreno, Paulina Singerman, Tilda Thamar y demás actrices de la época que lucieron sus vestidos.
Sus primeros trabajos fueron en la prensa gráfica, en revistas como El Hogar, Mundo Argentino o Selecta ―las tres de Editorial Haynes―, con notas sobre moda y reproducción de sus diseños,
en programas de radio y en el diseño de modas para cine y teatro.
Paco Jamandreu tuvo un veloz ascenso en la industria del espectáculo y de la moda.
Vistió a las actrices más importantes de esos años, entre ellas a Zully Moreno.
En 1942, Jamandreu hizo su debut como vestuarista cinematográfico, en una película llamada Historia de crímenes.
Dos años después, Jamandreu diseñó los vestuarios de El muerto falta a la cita.
En ascenso social, pudo comprarse un departamento en el exclusivo barrio de calle Billingurst y avenida Santa Fe.
A principios de 1944, la «Faraona» ―como lo había apodado su hermano Jorge― (de 23 años), conoció a Eva Duarte (también de 23 años) ―que poco más tarde sería conocida como Eva Perón―. Evita había conocido al futuro presidente Juan Domingo Perón poco tiempo antes, el 22 de enero de 1944. Ella sería la persona más importante de su vida y de su trabajo.

El llamado de Eva Duarte, a hora tan temprana, me pareció una insolencia.
Paco Jamandreu

Paco la visitó en su casa, que estaba a pocas cuadras:

Me pareció altísima y muy desteñida. Me impresionó su piel desde el primer día: blanca, transparente, increíble. He conocido muy pocas mujeres con una piel semejante, como de marfil. Era rubia, de pasos largos y muy decididos. Usaba unos pantalones de satén gris plata, un chemisier celeste y zapatos blancos con grandes plataformas de corcho.

― «¡Que cache!», pensé en mis adentros.

Su departamento me hizo acordar a las casas burguesas de mi pueblo. De entrada uno se topaba con un juego de comedor estilo 1940. No había detalles de buen gusto. Pero ella lo llenaba todo con su atracción. A los pocos minutos todo me pareció muy lindo, hasta sus pantalones de satén que nada tenía que ver con sus zapatos de corcho.

―He visto sus dibujos en Mundo Argentino ―me dijo―. Me gustan mucho. Ahora voy a precisar ropa para mi trabajo de actriz ¿me entiende? En cine, en teatro. Me tiene que crear un estilo. Porque voy a hacer cine, ¿sabe? Por otra parte necesito ropa sport, de calle, muy sencilla para mi trabajo con el coronel. Usted se imagina: concentraciones, colectas, visitas a barrios pobres, a hospitales. Usted me asesorará de todas maneras.

Me hizo pasar a un cuarto de vestir. Colgaban varios tapados de piel, largos, cortos, zorros plateados, zorros azules, nutrias. Me parecieron de pésimo gusto, pasados de moda. Le hice ver que ese tipo de pieles eran para figuras de segundo orden, que estaban demodé. Se sonrió. Su sonrisa era cautivante, la iluminaba. Me pidió telas y dibujos. Nos interrumpió Guillermina, una especie de mucama, ama de llaves, compañera que estuvo con ella muchos años:

―Señora: el coronel quiere ver al modisto.

Perón, recostado en la cama, comía sándwiches de chorizo y tomaba vino. Confieso que de entrada me deslumbro su gran simpatía, con su enorme sonrisa.

―¿Así que vos sos el famoso Paco? Pero sos un pibe y hacés modas para mujeres. Mira que te elegiste una muy difícil, ¿eh? ¿Qué te parece, qué te parece Eva? Con ella podrás lucirte, ¿no es cierto?

Yo vestí a Eva Perón al comienzo de mi carrera y al comienzo de la carrera política de ella. Después, durante algunos años no la vi. Comenzó a vestirse en París.
Paco Jamandreu

Al principio su relación era meramente laboral; pero con el paso del tiempo, él se volvió su confidente, y viceversa.
Eva y Perón se casaron el 22 de octubre de 1944.

Un día llegué a probarle a las ocho de la noche:

―¡Pero, che ―exclamó Evita―, te estoy esperando desde las seis de la tarde! ¿Dónde te metiste? Hablé a tu casa y no sabían nada.

―Vengo de lo de Zully Moreno. A propósito, Zully te manda sus saludos.

―¡Los saludos que se los meta bien en el orto! ―fue su respuesta delante de todos.
Paco Jamandreu

A Jamandreu le ocurrió algo similar a lo que le sucedió a Miguel de Molina (1908-1993), el artista español. Los dos fueron perseguidos por la moralina de la época: fueron «amablemente tolerados» por la cercanía de ambos a Evita.
En 1947, Jamandreu diseñó el vestuario de El misterioso tío Silas.

Yo siempre he sido el terror de los modistos argentinos. Hay una cuestión que es evidente: no soy un comerciante, ni seré nunca un buen comerciante. Yo trabajo sobre el dibujo. Mi ropa, linda o fea, buena o mala ―yo no discuto el gusto, ni la calidad― siempre ha sido creada por mí.
Paco Jamandreu

En 1950 se mudó a una casa en Callao 1159, también en Buenos Aires.
En la década de 1950 solo trabajaría en otras dos películas, Marihuana (1950) y Enigma de mujer (1956).
Paco Jamandreu era el único varón que tenía acceso irrestricto a la residencia presidencial.
En una ocasión, Evita le pidió su opinión sobre un vestido exclusivo que había comprado en el exterior. Jamandreu tenía mucha confianza con ella: «Es bonito. Precioso. Está muy bien hecho. Parecés un alcaucil».
«Puto de mierda», se vengaba Evita cada vez que tenía que hacer sacar a La Paquito de la cárcel. Él salía de levante travestido en tiempos en que la homosexualidad en Argentina estaba prohibida.
Se supo de una razzia, sufrida junto a un diseñador de sombreros donde la involucró a Evita, llamado por medio, para sacarlos del aprieto ante la policía, con palabras destempladas de la Dama de la Esperanza al modisto y su compañero.
En sus memorias cuenta de su último encuentro con Evita ―que moriría el 26 de julio de 1952―:

Diez días antes de morir Evita, el general [Juan Domingo Perón] me mandó a llamar a Olivos, y cuando me vio, me dijo: «Evita se muere, le quiero hacer creer que vamos a realizar un largo viaje y se me ocurrió que si vos le hacés unos dibujos y le traés telas, su ánimo va a mejorar». Al día siguiente a las ocho de la mañana yo ya estaba de nuevo en la residencia con los dibujos y las telas, pero Eva le dijo a Perón: «Ahí le dejé esos vestidos míos, decile que me los achique». Luego de la muerte de Evita lo llamé a Perón para preguntarle qué hacía con los vestidos y me contestó: «Mirá, esos vestidos están en buenas manos, sé que los vas a cuidar y guardar con cariño cuando ya no estemos».
Paco Jamandreu

Después del sangriento golpe de Estado del 16 de septiembre de 1955, Jamandreu ―como casi todos los artistas y trabajadores relacionados con el peronismo―, tuvo su caída en desgracia. El modisto de Eva, el que le había prefigurado su forma de vestir, que había escrito en el diario Conquista, del Partido Peronista Femenino, no quedó inmune al odio «gorila».
El periodista Pablo Hernández, en la revista Compañeros. Perfiles de la militancia peronista, cita un reportaje a Paco Jamandreu:

A partir de 1955 tuve miles de pleitos. Yo, que nunca había sabido lo que era un abogado ni un juez ni un oficial de justicia, comencé a frecuentarlos. No estaba preparado para ese mundo. Además, quienes antes me tenían consideración, me hacían sentir el desprecio. La gente es muy mezquina. El nuevo Gobierno quizás haya presentido que mi cara tenía algo de político. Pensaron que yo había lucrado con mi amistad con Eva Perón, imaginaron que me había enriquecido. No era verdad. Nunca he vivido momentos tan obsesivos como en esa época que va desde 1956 a 1961. Fueron cinco años infernales.
Paco Jamandreu

En 1958 migró a Brasil, como consta en su licencia de migración del 2 de julio de 1958.
De retorno en Buenos Aires, recompuesto de la persecución antiperonista, se refugió en su atelier y atendió a actrices famosas y desconocidas por igual.
Jamandreu se volvió más activo como diseñador de moda cinematográfico en los años sesenta. En 1964, su cercanía con Armando Bo e Isabel Sarli lo hacen asistir en el vestuario de La diosa impura y Lujuria tropical. El año siguiente (1965), La mujer del zapatero; Días calientes (de 1966), Éxtasis tropical y Desnuda en la arena (ambas de 1969).
En 1969, una muestra y desfile en la Sociedad Rural de Buenos Aires lo catapultó nuevamente como inventor del «gaucho look». Entre 1969 y 1970 tuvo sus diseños se hicieron reconocidos en Estados Unidos. «Sack’s me abrió sus puertas».
En 1992 apareció en el programa Siglo XX Cambalache (de un canal de Buenos Aires) en un reportaje con tapado de piel y zapatos con plataforma alta, contando que había formado parte de la farándula neoyorquina, y mencionando varias anécdotas con Mick Jagger ―el cantante de la banda británica The Rolling Stones―, que iba a comer a su departamento en Nueva York.
En 1975, Ediciones de la Flor (de Buenos Aires) publicó sus memorias: La cabeza contra el suelo.
La dictadura cívico-militar (1976-1983) lo ignoró en la medida en que se dedicara a realizar desfiles y notas risueñas.
En 1980 debutó como actor en la película Una viuda descocada, de sus amados Armando Bo e Isabel Sarli.
En 1981, la editorial Corregidor (de Buenos Aires) realizó una segunda edición de sus memorias, que fue un fenómeno de superventas.
En 1983, la editorial Ediliba (de Buenos Aires) publicó su segundo libro: Evita fuera del balcón.
En 1984, su testimonio se incluyó en la película Evita, quien quiera oír que oiga, del director Eduardo Mignogna (1940-2006).
En 1986 actuó en Soy paciente, una película que nunca fue estrenada porque los productores no pudieron terminar su filmación.

Yo creo que mi moral no es dudosa en absoluto: yo siempre dije que era homosexual y eso no tiene nada de inmoral.
Paco Jamandreu

Desafiaba con violencia física la homofobia reinante.

Puedo permitir que me toquen un amante, pero no a mi familia. Un día ve pasar por la puerta de su casa a dos que habían osado incomodar a mi mamá. Salí vestido con robe de chambre rosa ―sin nada abajo, como la Sarli en Último amor en Tierra del Fuego y agarré a patadas a uno y le bajé los dientes al otro. Me metieron en prisión y ya no estaba Evita para sacarme. Yo llevaba un traje gris, muy lindo, que había comprado en París, y una corbata de Christian Dior. La cárcel es un poco hotel, otro poco puticlub. La pasé macanudo. Comí bien. Me invitaban de todas las celdas. El menú era variado: ravioles, papas. Todo muy bien organizado. Hice mucho el amor. Pero qué macana: no había vino ni whisky. Y yo no puedo comer sin vino. Para remediarlo, una amiga me llevó una botella de aceite Cocinero con un preservativo adentro y unas medidas de scotch adentro del preservativo. [...] Al salir de prisión, le puse los nombres de mis excompañeros de la cárcel de Devoto a mis nuevas creaciones y las presenté en un desfile en televisión.
Paco Jamandreu

Acerca de su vida de desencuentros amorosos, que Jamandreu relata con malicia, afirma:

Le pagué con la misma moneda: por cada disgusto que me dio me acosté con uno de sus amigos. Me dio muchos disgustos... y tenía muchos amigos. [...] Ese amor desgraciado me dejó profundas huellas y maravillosas enseñanzas. Por un lado me humanizó. Por el otro, me hizo querer aún más mi trabajo.
Paco Jamandreu

Oíme, pichón: yo he amado mucho, me han amado mucho y voy a amar mucho todavía.
Paco Jamandreu

### Muerte
A principios de 1995, Jamandreu estaba trabajando como vestuarista en la producción de la película Amor de otoño, cuando murió de un ataque cardíaco el 9 de marzo de 1995, a los 75 años.
La película se estrenó en 1996.

## Legado
En 1996, su amistad con Evita Perón fue reflejada en la película Eva Perón, dirigida por Juan Carlos Desanzo y escrita por José Pablo Feinmann. Jamandreu fue interpretado por el actor Horacio Roca. En una escena de la película, Jamadreu admite ante Evita su homosexualidad, diciendo que «ser puto en la Argentina es como ser pobre».
Diálogo entre Eva Perón y Paco Jamandreu en la película "Eva Perón":
"Ser puto, ser pobre y ser Eva Perón, en este país despiadado, es la misma cosa."
(...)
- Che, Paquito... ¿vos me ves en la vicepresidencia?
- Yo la veo... en lo más alto, señora.
- ¿Y los pobres?
- ¡También! ¡En lo más alto! Los pobres y yo, queremos que usted sea vicepresidenta. ¿Sabe?, los pobres y los putos, siempre coincidimos. Ellos son los condenados, los que solo reciben el odio y el desdén de los machos de la oligarquía. Nosotros, los putos, también. Ser pobre y ser puto, es la misma cosa señora.
- ¿Sabés que tenés razón, Paquito? A mi me pasa igual. Dicen que soy una puta... entran a mirar con lupa mi pasado, a ver qué hice y qué no hice. Si me lo levanté a Magaldi para irme de Junín... ¿y qué? yo me hubiese levantado al mismísimo Petizo Orejudo con tal de rajarme de ahí... con tal de no estudiar dactilografía o corte y confección. Pero éstos no perdonan, viejo. "Esa actriz", "esa amante de militares", "¡esa trepadora!". Paquito, yo en la Argentina de 1935, era hija ilegítima, provinciana, pobre y encima mujer.
- Si usted hubiera sido obediente con los poderosos de este país, nadie hablaría hoy de su pasado; pero usted les sublevó a los humildes, eso no se lo van a perdonar nunca. Son miserables, señora, le responden a su pasión con chismes de letrina. ¿Sabe, señora? Compartimos la misma suerte. Ser puto, ser pobre y ser Eva Perón, en este país despiadado, es la misma cosa.
En 2007 se fundó en La Matanza ―un distrito obrero en el sudoeste del Gran Buenos Aires― la Agrupación Nacional Putos Peronistas.
En los volantes que reparten en las Marchas del Orgullo Gay en Buenos Aires puede leerse: «En este país, ser puto, ser pobre o ser Eva Perón es la misma cosa».
Uno de los referentes de la agrupación es Paco Jamandreu, a quien consideran «una persona común y corriente que vivía con pasión el peronismo y la homosexualidad».
Poseen un grupo juvenil, La Paquito, e instalaron un taller de costura y vestidos en el porteño barrio de Barracas, que es desarrollado por trans salidas de la prostitución.
La publicación en la que difunden sus actividades es el fanzine La Paquito.
El líder de la agrupación, Pablo Ayala, cita la frase que José Pablo Feinmann le hizo decir al actor que interpreta a Jamandreu en la película Eva Perón, de Juan Carlos Desanzo:

En este país despiadado, ser puto, ser pobre y ser Eva Perón es la misma cosa.
Paco Jamandreu

En 2008, el modisto, diseñador y artista Roberto Piazza ensayó para representar a Jamandreu en una obra titulada Yo, Jamandreu: mi vida con Evita, escrita y dirigida por Claudio Armesto. que finalmente no fue estrenada.
En marzo de 2015, la editorial cordobesa Caballo Negro reeditó el libro de Jamandreu.
En 2019 apareció en la telenovela Argentina, tierra de amor y venganza interpretado por el actor Mariano Saborido.
En 2022 se estrenó la obra de teatro musical "Paquito (la cabeza contra el suelo)" basada en su libro de memorias, con idea y dirección de Juanse Rausch.

## Trabajos en el cine

### Vestuario
- 1942: Historia de crímenes (de Zully Moreno), vestuario especial, acreditado como Jamandreu.[1]
- 1944: El muerto falta a la cita (de Nélida Bilbao).
- 1947: El misterioso tío Silas.
- 1950: Marihuana.
- 1956: Enigma de mujer.
- 1963: Lujuria tropical.
- 1964: La diosa impura.
- 1965: La mujer del zapatero.
- 1965: Teleteatro de las estrellas (serie de televisión), en el episodio «Maison Polyana».[1]
- 1966: Días calientes.
- 1968: Carne.[1]
- 1969: Embrujada.[1]
- 1969: Desnuda en la arena.
- 1969: Fuego, vestuarios, acreditado como Frank Jamandreu.[1]
- 1970: Éxtasis tropical.
- 1972: Intimidades de una cualquiera.[1]
- 1980: Una viuda descocada (con Isabel Sarli).
- 1996: Amor de otoño.

### Intérprete
- 1980: Una viuda descocada (con Isabel Sarli), como él mismo.
- 1986: Soy paciente (proyecto abandonado).